# Nästan analytisk modulär form
Inom matematiken är en nästan analytisk modulär form en generalisering av en modulär form som är ett polynom i 1/Im(τ) med koefficienter som är analytiska funktioner av τ. En kvasimodulär form är den analytiska delen av en nästan analytisk modulär form. En nästan analytisk modulär form karakteriseras av dess analytiska del, så operatorn av att ta den analytiska delen ger en isomorfi mellan rummet av nästan analytiska modulära former och rummet av kvasimodulära former. Bland de enklaste exemplen av kvasimodulära former är Eisensteinserien E2(τ) (den analytiska delen av den nästan analytiska modulära formen E2(τ) – 3/πIm(τ)) och derivator av modulära former.

## Definition
För att förenkla beteckningen definieras enbart fallet med vikt 1. 
En nästan analytisk modulär form av nivå 1 är en funktion f i övre halvplanet med följande egenskaper:
- f transformerar likt en modulär form: {\displaystyle f((a\tau +b)/(c\tau +d))=(c\tau +d)^{k}f(\tau )} för något heltal k känt som vikten, för alla element av SL2(Z).
- Som en funktion av q=e2πiτ är f ett polynom i 1/Im(τ) med koefficienter som är analytiska funktioner av q.

En kvasimodulär form av nivå 1 definieras som den konstanta termen av en nästan analytisk modulär form (betraktad som ett polynom i 1/Im(τ)).

## Struktur
Ringen av nästan analytiska modulära former av nivå 1 är en polynomring över komplexa talen med de tre generatorerna {\displaystyle E_{2}(\tau )-3/\pi \Im (\tau ),E_{4}(\tau ),E_{6}(\tau )}. Analogt är ringen av kvasimodulära former av nivå 1 en polynomring över komplexa talen med de tre generatorerna {\displaystyle E_{2}(\tau ),E_{4}(\tau ),E_{6}(\tau )}.

## Derivator
Srinivasa Ramanujan observerade att derivatan av en kvasimodulär form är en annan kvasimodulär from.  Exempelvis är 
{\displaystyle {\begin{aligned}{\frac {dE_{2}}{d\tau }}&={\frac {E_{2}^{2}-E_{4}}{12}}\\[6pt]{\frac {dE_{4}}{d\tau }}&={\frac {E_{2}E_{4}-E_{6}}{3}}\\[6pt]{\frac {dE_{6}}{d\tau }}&={\frac {E_{2}E_{6}-E_{4}^{2}}{2}}\end{aligned}}.}
Emedan kroppen av genererad av kvasimodulära former av någon nivå har transcendensgrad 3 över C betyder detta att en godtycklig kvasimodulär form satisfierar någon olinjär differentialekvation av ordning  3. 